# Bel'yv
 (mars 2025).
Si vous disposez d'ouvrages ou d'articles de référence ou si vous connaissez des sites web de qualité traitant du thème abordé ici, merci de compléter l'article en donnant les références utiles à sa vérifiabilité et en les liant à la section « Notes et références ».
 (mars 2025).
La mise en forme du texte ne suit pas les recommandations de Wikipédia : il faut le « wikifier ».
Les points d'amélioration suivants sont les cas les plus fréquents. Le détail des points à revoir est peut-être précisé sur la page de discussion.
- Les titres sont pré-formatés par le logiciel. Ils ne sont ni en capitales, ni en gras.
- Le texte ne doit pas être écrit en capitales (les noms de famille non plus), ni en gras, ni en italique, ni en « petit »…
- Le gras n'est utilisé que pour surligner le titre de l'article dans l'introduction, une seule fois.
- L'italique est rarement utilisé : mots en langue étrangère, titres d'œuvres, noms de bateaux, etc.
- Les citations ne sont pas en italique mais en corps de texte normal. Elles sont entourées par des guillemets français : « et ».
- Les listes à puces sont à éviter, des paragraphes rédigés étant largement préférés. Les tableaux sont à réserver à la présentation de données structurées (résultats, etc.).
- Les appels de note de bas de page (petits chiffres en exposant, introduits par l'outil «  Source ») sont à placer entre la fin de phrase et le point final[comme ça].
- Les liens internes (vers d'autres articles de Wikipédia) sont à choisir avec parcimonie. Créez des liens vers des articles approfondissant le sujet. Les termes génériques sans rapport avec le sujet sont à éviter, ainsi que les répétitions de liens vers un même terme.
- Les liens externes sont à placer uniquement dans une section « Liens externes », à la fin de l'article. Ces liens sont à choisir avec parcimonie suivant les règles définies. Si un lien sert de source à l'article, son insertion dans le texte est à faire par les notes de bas de page.
- La présentation des références doit suivre les conventions bibliographiques. Il est recommandé d'utiliser les modèles {{Ouvrage}}, {{Chapitre}}, {{Article}}, {{Lien web}} et/ou {{Bibliographie}}. Le mode d'édition visuel peut mettre en forme automatiquement les références.
- Insérer une infobox (cadre d'informations à droite) n'est pas obligatoire pour parachever la mise en page.

Pour une aide détaillée, merci de consulter Aide:Wikification.
Si vous pensez que ces points ont été résolus, vous pouvez retirer ce bandeau et améliorer la mise en forme d'un autre article.
Bel’yv, née Money Belinga Yvana le 30 janvier 1994 à Yaoundé au Cameroun, est une artiste urbaine et cinéaste camerounaise.

## Biographie

### Enfance et débuts
La petite Yvana grandit dans la ville de Yaoundé au sein d'une famille monoparentale avec sa mère, grand-mère et ses tontons flirtent souvent avec la musique. À la maison, à la chorale ou lors des fêtes familiales. Mais sans jamais ambitionner une carrière. Très tôt, son âme artistique s'éveille et sa créativité s'adonne au dessin et à l'écriture de poèmes. Elle se rêve même un futur d'actrice. À l'école, ses camarades de classe ne sont pas indifférents à l'allure de garçon manqué de cette fille dont les yeux brillent à chaque fois qu'elle écoute Céline Dion, Anne-Marie Nzié, Les Zangalewa, Dina Bell, de Ben Decca, Petit Pays, Beyoncé. Les artistes de bande familiale. Ses camarades ignorent cependant que derrière cet air de garçon manqué se cache une énergie qui va bientôt la propulser sous la lumière de l'industrie musicale.
À l'Université, un peu plus indépendante, elle fréquente souvent les studios par curiosité ou pour faire des refrains ici et là pour des jeunes qui comme elle, débutent dans le chant ou le rap. Sa première fois au studio d'ailleurs se passe en 2011 quand elle accompagne un ami pour l'enregistrement de sa chanson, dans le cadre du concours Take Your Mic, organisé par Madiba Brand.

## Carrière
Le déclic musical s'opère en elle en classe de seconde au collège Vogt. Étant élève, elle découvre que l'établissement propose des activités périscolaires dans plusieurs domaines. En parallèle, elle souhaite apprendre le piano mais sachant que sa mère n'a pas les moyens pour lui payer des cours, elle rejoint plutôt l'orchestre, où elle trouve aussitôt une place de choriste.
C'est ainsi qu'elle travaille progressivement sa voix et forme un premier girls band avec ses camarades de collège. Hélas, très conservatrice et portée comme tous les parents de sa génération vers les métiers classiques, sa mère découvre son intérêt pour la musique et n'apprécie pas.

### En groupe
Les Girls, en troisième année universitaire, le cœur de Bel’yv n'est plus uniquement attaché au Droit public qu'elle étudie à la fac. Elle est désormais plus que jamais passionnée par la musique puis elle postule alors au casting lancé par Mo Beats Record, un label qui à l'époque souhaite monter un groupe féminin. Reçue favorablement, elle va donc former le groupe Mo girls avec deux autres jeunes chanteuses. Ensemble, les trois jeunes jolies demoiselles mènent une belle aventure à travers plusieurs singles et même une collaboration avec l'artiste DJ Arafat pendant qu'il était en concert au Cameroun. Le défunt Daishikan rencontre les 3 Mo Girls au studio de Mo Beat Record et l'idée du featuring naît très vite. Cela aboutit au single Secouer Lo, qui permet à Bel'yv et les autres filles de faire plusieurs grandes scènes du pays comme celles de Yafe au palais de Congrès, de Miss Cameroun, et même la première du concert des P-Square en 2015 au Stade Omnisports de Yaoundé.

### En solo
Au bout de l'aventure Mo Girls, des contrats individuels sont proposés à des membres du groupe, Bel'yv décline des propositions qu'elle reçoit car cela correspond au moment de naissance de sa fille. Un évènement qui change toute sa version artistique. En back office, elle n'arrête pas d'écrire et de composer, et fait même des ghost writing et des chœurs pour d'autres artistes. Cette période lui permet surtout de maturer sa personnalité musicale, de savoir quel genre d'artiste elle voulait être.

#### Signature
En 2019, elle signe chez Sessua Entertainment , puis sort les singles Fidel, Being happy, Magie, Petit joueur, et Simama globalement sur le fond de l'afro pop.
Le 20 mars 2021, elle sort son tout premier EP intitulé Sensation. L'EP comporte 8 titres, parmi lesquels 2 featuring avec deux grandes légendes de la musique camerounaise Petit Pays sur la chanson Je te suivrai dont le clip est disponible le 23 avril 2021, et avec Dina Bell  le remix du classique Sophie de Dina Bell.

## Discographie
- Singles Fidel (novembre 2021).
- Being happy (avril 2020).
- Magie (juin 2020).
- Petit joueur (novembre 2020).
- Simama feat PhillBill (novembre 2020).
- Sophie feat Dina Bell (février 2021).
- Je te suivrai feat Petit Pays (avril 2021).
- Album/ EP discographie sensation, 8 titres, mars 2021.
- Il m'a choisie, 2024.
- Même prière feat Cysoul, 2023.
- Ndedi,2021.

Ossoan, 2021.
- Lettre à ma fille (je serai là), 2021.
- Sans visa, 2021.
- Bamiléké, 2021.
- Assimba, 2021.
- Maman Il Ne Savent Pas, 2023.
- Banga feat Felani et Amaroula, 2022[5].

## Voire aussi